# Aretusa (ciudad)

Mapa de la Antigua Macedonia con la ubicación de Aretusa, al norte de la Península Calcídica, cerca del golfo Estrimónico.

Aretusa (en griego, Ἀρέθουσα) es el nombre de una antigua ciudad griega de Migdonia.
En una tradición, se la señala como el lugar donde murió y fue sepultado Eurípides. Otras tradiciones, en cambio, apuntaban a Bormisco o Pella como lugares de su muerte.
Es mencionada en el Periplo de Pseudo-Escílax como una de las ciudades que estaban habitadas por griegos situadas más allá de la península de Palene. En el mencionado periplo, es citada entre las ciudades de Alapta y Apolonia. Estrabón la sitúa en Migdonia, en la orilla del lago Bolbe. Plinio el Viejo, por su parte, también la cita en la región de Migdonia, junto a Apolonia, matizando que ambas estaban alejadas del mar.
Se  identifica con unos restos situados cerca de la moderna Rentina.